# Peter Cornelius (Fotograf)
Peter Cornelius (* 6. Juni 1913 in Kiel; † 5. September 1970 ebenda) war ein deutscher Fotograf und Fotojournalist.
Nach dem Zweiten Weltkrieg begann er seine Karriere in seiner Heimatstadt Kiel durch Reportagen, Landschafts- und Segelfotografie. Ab Mitte der 1950er Jahre spezialisierte er sich als einer der ersten professionellen Fotografen in Deutschland auf das Gebiet der Farbfotografie. Im Jahre 1960 wurde er zum ersten Mal einem größeren Publikum durch die Sonderausstellung Magie der Farbe während der Photokina in Köln bekannt. Von 1963 bis 1968 arbeitete er als Gastdozent an der Hochschule für Gestaltung Ulm. Sein bekanntestes Werk ist der Farbbildband Farbiges Paris.
1972 wurde er posthum mit dem Kulturpreis der Stadt Kiel ausgezeichnet.

## Veröffentlichungen
- Kriegsweihnachten 1942. Eine schleswig-holsteinische Infanteriedivision im Osten. Riga, Deutsche Verlags- und Druckerei-Ges. im Ostland, 1942.
- Farbiges Paris. Econ, Düsseldorf 1961. Text von Jacques Prévert.
  - Couleur de Paris. Edita, Lausanne 1961 (französisch).
  - Paris in Colour. Thames & Hudson, London 1962 (englisch).
  - Paris i färg. Nordisk Rotogravyr, Stockholm 1962 (schwedisch).
- Magie der Farbenphotographie. Econ, Düsseldorf 1961.
- Magie de la photo en Couleur. Edita, Lausanne 1961 (französisch)
- Magic with the color camera. Thames & Hudson, London 1962 (englisch)
- Köln farbig photographiert. Verkehrsamt der Stadt Köln, Köln 1965. Fotografien von Cornelius, Horst H. Baumann und Chargesheimer.
- Farbenfrohes Kiel. Mühlau, Kiel 1962.
- Farbiges Kiel. Presseamt der Stadt Kiel, Kiel 1967.
- Olympia der Segler Kiel '72. Delius Klasing, Bielefeld 1971.
- Faszination Segelkalender. Delius Klasing, Bielefeld 1967–1971.